# Ibn Rashī´q
Ibn Rashī´q (M'Sila, 1000 – Mazara del Vallo, 1064) è stato un poeta arabo siciliano.
Scrisse una delle più belle opere poetiche dell’epoca il Kitāb al-῾umda (Libro della colonna), ispirato alla vita e al paesaggio siciliano.